# Міжнародна служба обертання Землі
Міжнаро́дна слу́жба оберта́ння Землі́ (МСОЗ, від англ. International Earth Rotation Service — IERS) — міжнародна служба оцінки параметрів обертання та координат Землі.
Центральне бюро служби розташовано в Паризькій обсерваторії. До складу служби входить відділення прогнозування орієнтаційних параметрів Землі (Predictions of Earth Orientation Parameters), що базується у Військово-морській обсерваторії США (United States Naval Observatory) із координаційним центром у Вашингтоні та мережа станцій спостереження у різних країнах.

## Історія
Службу було засновано 1987 року Міжнародним астрономічним союзом та Міжнародною спілкою геодезії та геофізики замість Міжнародного бюро часу (Париж) та Міжнародної служби руху полюсів (Мідзусава). Діє з 1 січня 1988 року. З моменту свого створення, IERS створила нові офіси, зокрема:
- координаційний центр GPS (1990)
- координаційний центр DORIS (1994)
- координаційний центр GGF (1998)

2003 року повну назву організації було змінено на International Earth Rotation and Reference Systems Service, проте скорочену назву (IERS) збережено.

## Функції
Відповідальна за підтримання всесвітнього часу, стандартних небесної (ICRS) та земної (ITRS) систем координат. Крім того, організація відповідальна за додавання додаткових секунд до часу UTC.

## Методи спостережень
- спостереження за допомогою глобальних навігаційних систем (GPS, DORIS)
- лазерна локація ШСЗ та Місяця
- Радіоінтерферометрія з наддовгою базою